# Trochosa reimoseri
Trochosa reimoseri este o specie de păianjeni din genul Trochosa, familia Lycosidae, descrisă de Bristowe, 1931. Conform Catalogue of Life specia Trochosa reimoseri nu are subspecii cunoscute.